# Мюррей, Джон, 1-й граф Аннандейл
Джон Мюррей, 1-й граф Аннандейл (англ. John Murray, 1st Earl of Annandale; ? — 22 сентября 1640) — шотландский придворный и член парламента. Он также был известен как Джон Мюррей из Лохмабена или Линклюдена.

## Биография
Седьмой (младший) сын сэра Чарльза Мюррея (ум. 1605) из Кокпула, Дамфрис, и Маргарет Сомервиль, дочери Хью Сомервиля, 5-го лорда Сомервиля.
Он служил пажом у королевы Анны Датской, прежде чем стать камердинером её мужа, короля Шотландии Якова VI Стюарта. В 1600 году ему была назначена пенсия из поместий аббатства Дандреннан . Он переехал в Лондон в свите короля Якова в 1603 году. Джон Мюррей стал проводником шотландских королевских дел при английском дворе.
Джон Мюррей был вознагражден недвижимостью в Англии. 22 мая 1605 года ему был предоставлен Пламптон-Парк в Хескете в лесу Инглвуд, который тогда считался частью спорных земель между Шотландией и Англией. Томас Масгрейв из Бьюкасла, владелец Пламптона, воспротивился этому дару. В октябре 1605 года Джон Мюррей был награжден ежегодной пенсией в размере 200 марок, как слуга королевы.
В июле 1609 года король дал ему 100 фунтов стерлингов на ремонт старого монастыря, Гилфордского Черного монастыря, недалеко от королевского парка в Гилфорде.
Елизавета Стюарт, королева Богемии, написала ему из Гейдельберга в июне 1613 года. Авраам Хардерет доставил письмо, в котором объяснялось, что она была вынуждена купить у него драгоценности, чтобы преподнести их в качестве подарков на своей свадьбе, гораздо больше, чем она могла оплатить, и он мог показать Мюррею счета, которые она подписала. Она хотела, чтобы Джон Мюррей устроил так, чтобы канцлер казначейства заплатил Хардерету. Она больше не будет беспокоить Мюррея или короля, за исключением только своих слуг, и она отправила список своих домочадцев. Авраам Хардерет был ювелиром Анны Датской и путешествовал с Елизаветой в Германию.
В 1621 году Джон Мюррей стал членом Палаты общин Англии от Гилфорда и купил поместье Тайнингем в Ист-Лотиане за 200 000 мерков.
В 1622 году он был повышен до звания постельничего. Маркиз Гамильтон похвалил его в письме к маркизу Бекингему, написав, что он «очень надежный человек, и я должен сказать, ваш ревностный слуга».
28 июня 1622 года король Яков I Стюарт пожаловал ему титулы лорда Лохмабена и виконта Аннанда в Пэрстве Шотландии, а 13 марта 1625 года новый король Карл I сделал его графом Аннандейлом и лордом Мюррем из Тайнингема (Пэрство Шотландии). В сентябре 1623 года принц Чарльз приехал к нему в Гилфорд после своего возвращения из поездки в Испанию.
Джон Мюррей продолжал служить камердинером Карла I. Он также был констеблем и хранителем Фолклендского дворца и Ломонд-Хиллз. Эндрю Мюррей из Балвайрда сообщил ему, что задние галереи дворца обветшали в 1615 году.
Сохранилось много писем Джона Мюррею от шотландских корреспондентов, в основном по политическим и церковным делам. Он доставлял письма Фрэнсиса Бэкона королю. Уильям Купер, епископ Галлоуэй, попросил его купить седла для его жены и дочери, потому что в Лондоне они были намного дешевле . Адвокат Томас Гамильтон посоветовал ему право собственности на клад золотых монет, найденный арендатором на его землях около Линклюдена.
Он женился на Элизабет Шоу (? — 1640), дочери сэра Джона Шоу и племяннице Уильяма Шоу, фрейлине Анны Датской, и имел от неё сына и дочь . Его сын Джеймс (? — 1658), позже 2-й граф Аннандейл и виконт Стормонт, был крещен в Королевской часовне во Холирудском дворце 19 августа 1617 года.
Джон Мюррей скончался в сентябре 1640 года. Ему наследовал его единственный сын, Джеймс Мюррей.